# Deutsch-Baltische Genealogische Gesellschaft
Die Deutsch-Baltische Genealogische Gesellschaft (DBGG) ist ein eingetragener Verein mit Sitz in Darmstadt. Sie wurde 1985 gegründet. Im Haus der Deutsch-Balten befindet sich die Geschäftsstelle mit Archiv und Bibliothek.

## Mitgliedschaften
Die Gesellschaft ist Mitglied der Arbeitsgemeinschaft ostdeutscher Familienforscher (AGoFF) und hat in diesem Rahmen die Funktion der „Forschungsstelle Baltikum“ übernommen. Weiterhin ist sie körperschaftliches Mitglied der Deutsch-Baltischen Gesellschaft.

## Publikationen
- Deutsch-Baltische Genealogische Gesellschaft (Hrsg.): Deutsch-baltisches Gedenkbuch. Unsere Toten der Jahre 1939–1947. Bearbeitet von Karin von Borbély. Deutsch-Baltische Genealogische Gesellschaft, Darmstadt 1991, DNB 930494938.
- Reihe Baltische Ahnen- und Stammtafeln. Darmstadt 1957–, ISSN 0408-2915.
- Reihe Baltische Ahnen- und Stammtafeln. Sonderheft, Darmstadt 1959–, ISSN 0721-202X.
- Literaturverzeichnis zur deutschbaltischen Familienkunde. Darmstadt [o. J. (um 1986)], OCLC 174213817.